# 普杜帕蒂
普杜帕蒂（Pudupatti），是印度泰米尔纳德邦Virudhunagar县的一个城镇。总人口7846（2001年）。

## 人口
该地2001年总人口7846人，其中男性3806人，女性4040人；0—6岁人口926人，其中男449人，女477人；识字率59.65%，其中男性为69.55%，女性为50.32%。